# عشق امروز (فیلم ۲۰۲۲)
عشق امروز (انگلیسی: Love Today) فیلم کمدی-درام عاشقانه هندی تامیل-زبان، محصول سال ۲۰۲۲ است که نویسندگی و کارگردانی آن بر عهده پرادیپ رانگاناتان بود که این فیلم به عنوان دومین فعالیت کارگردانی او بعد از فیلم دلقک می‌باشد و توسط کالاپاتی اس. اگورام (Kalapathi S. Aghoram) تحت نشان ای‌جی‌اس انترتینمنت ساخته شد. بازیگران اصلی فیلم پرادیپ رانگاناتان (در اولین حضور خود به عنوان بازیگر) و ایوانا (اولین بازی در نقش اصلی) هستند. رواینا راوی، یوگی بابو، ساتیراج و رادیکا ساراتکومار نقش‌های مکمل را بازی می‌کنند.
این فیلم در روز ۴ نوامبر ۲۰۲۲ اکران گردید و تحسین گسترده نقادانه منتقدان و تماشاگران را در پی داشت. فیلم در گیشه با فروشی بالغ بر ۱۵۰ کرور روپیه در برابر بودجه ساخت فیلم که مبلغ ۵ کرور روپیه بود به موفقیت بسیار مهم تجاری دست یافت.